# Savezni zavod za statistiku
Savezni zavod za statistiku je bio jugoslavenski državni statistički zavod.
Godina utemeljenja:

## Povijest
Određivao je rad podređenim zavodima, odnosno zavodima republika i pokrajina bivše SFRJ: 
- SR BiH:
- SR Crna Gora:
- SR Hrvatska: Republički zavod za statistiku Socijalističke Republike Hrvatske
- SR Makedonija
- SR Slovenija
- SR Srbija
  - SAP Kosovo
  - SAP Vojvodina

## Izdanja
- Statistički godišnjak Jugoslavije

Republički zavod za statistiku Socijalističke Republike Hrvatske, ...